# Keltský ritus
Keltský ritus, někdy označovaný jako iroskotský, je křesťanský ritus, který se používal v liturgii přibližně od 5. století v Irsku, Skotsku, u Keltů žijících v Anglii, v Bretani a zčásti také v Galicii. Jako jeho liturgický jazyk zpočátku sloužila gaelština. Byl ovlivněn galikánským ritem, neboť sv. Patrik dlouho pobýval v kontinentální části Evropy, jakož i mozarabským ritem. Na slavení mše neměl liturgický rok pravděpodobně skoro žádný vliv, přes silně rozšířenou úctu ke svatým se jednotliví světci neoslavovali v určitý den.
Nejdůležitější písemnou památkou je Stowský misál, pocházející přibližně z poloviny 8. století. Kromě Bangorského antifonáře jsou všechny jeho dochované liturgické knihy ovlivněny římským ritem, jímž byl nakonec během 7. až 12. století vlivem misií anglosaských benediktinů vytlačen (v Bretani začal ustupovat v 9. století, v Irsku až po synodě v Cashel konané roku 1172).